# Municipio de Reno (condado de Leavenworth)
El municipio de Reno (en inglés: Reno Township) es un municipio ubicado en el condado de Leavenworth en el estado estadounidense de Kansas. En el año 2010 tenía una población de 1398 habitantes y una densidad poblacional de 12,38 personas por km².

## Geografía
El municipio de Reno se encuentra ubicado en las coordenadas 39°1′13″N 95°7′34″O / 39.02028, -95.12611. Según la Oficina del Censo de los Estados Unidos, el municipio tiene una superficie total de 112.89 km², de la cual 110.57 km² corresponden a tierra firme y (2.05%) 2.32 km² es agua.

## Demografía
Según el censo de 2010, había 1398 personas residiendo en el municipio de Reno. La densidad de población era de 12,38 hab./km². De los 1398 habitantes, el municipio de Reno estaba compuesto por el 95.57% blancos, el 0.86% eran afroamericanos, el 0.93% eran amerindios, el 0.36% eran asiáticos, el 0.29% eran isleños del Pacífico, el 0.36% eran de otras razas y el 1.65% pertenecían a dos o más razas. Del total de la población el 2.79% eran hispanos o latinos de cualquier raza.